# Sin Amparo
Sin Amparo es una película dramática colombiana de 2005 dirigida por Jaime Osorio Gómez con guion de Osorio, Jaime Escallón e Iván Beltrán. Fue protagonizada por Germán Jaramillo, Ana Soler, Luis Fernando Hoyos, Ruddy Rodríguez y María José Martínez.

## Sinopsis
Rodrigo Castillo está sumido en la tristeza, su adorada esposa Amparo ha fallecido en un accidente. Encuentra algunas flores de abanicos en la tumba de Amparo, pero cuando descubre que esas flores provienen de Armando Lascar, un amigo suyo, no se enoja. Lo que él no sabe es que Armando era el amante de Amparo. Aquí es cuando comienzan a verse los recuerdos de Rodrigo y Armando, y los dos amantes de Amparo se unen a sus recuerdos para reconstruir sus vidas.

## Reparto
- Ruddy Rodríguez - Amparo
- Germán Jaramillo - Rodrigo
- Luis Fernando Hoyos - Armando
- Ana Soler - Lila
- María José Martínez - Andrea
- Alejandro Mora - Mateo
- Víctor Hugo Trespalacios - Olimpo
- Pedro Salazar - Julio Fonnegra